# Stará Voda (Hradec Králové)
Stará Voda é uma comuna checa localizada na região de Hradec Králové, distrito de Hradec Králové‎.